# Jicamaltepec
Jicamaltepec är en ort i Mexiko.   Den ligger i kommunen San Luis Acatlán och delstaten Guerrero, i den södra delen av landet, 300 km söder om huvudstaden Mexico City. Jicamaltepec ligger 612 meter över havet och antalet invånare är 359.
Terrängen runt Jicamaltepec är huvudsakligen kuperad, men västerut är den platt. Jicamaltepec ligger uppe på en höjd. Runt Jicamaltepec är det ganska glesbefolkat, med 34 invånare per kvadratkilometer. Närmaste större samhälle är San Luis Acatlán, 4,7 km nordväst om Jicamaltepec. Omgivningarna runt Jicamaltepec är en mosaik av jordbruksmark och naturlig växtlighet.